# Филмски редитељ
Филмски редитељ (или филмски режисер) је кључна ауторска личност у процесу стварања филма, одговорна за уметничку визију и целокупну реализацију филмског дела. Филмски редитељ тумачи сценарио, води глумце и координира рад свих сектора филмске екипе како би своју визију пренео на филмско платно.

## Етимологија
Реч "редитељ" је повезана са појмом режије. Сродна реч "режисер" често се користи као синоним и долази од француске речи régisseur, а крајњи корен је у латинској речи regere (управљати, водити).

## Улога и одговорности
Одговорности филмског редитеља протежу се кроз све фазе стварања филма: претпродукцију, продукцију (снимање) и постпродукцију.

### Претпродукција
У фази претпродукције, редитељ има кључне задатке:
- Развој и анализа сценарија: У сарадњи са сценаристом, редитељ ради на развоју приче, ликова и дијалога, или тумачи већ постојећи сценарио.[4]
- Креативни концепт: Дефинише уметничку визију, стил, тон и атмосферу филма.
- Кастинг (одабир глумаца): У сарадњи са кастинг директором, бира глумце који ће најбоље одговорити захтевима улога.[5]
- Одабир локација: Бира места на којима ће се филм снимати.
- Сториборд и планирање кадрова: Често са директором фотографије и сториборд уметником, планира кадрове, углове снимања и кретање камере.[6]
- Формирање ауторске екипе: Бира кључне сараднике као што су директор фотографије, сценограф, костимограф, композитор и други.
- Планирање буџета и распореда снимања: У сарадњи са продуцентом.[4]

### Продукција (снимање)
Током саме производње, односно снимања филма, редитељ је централна фигура на сету:
- Рад са глумцима: Усмерава глумце, помаже им у тумачењу ликова и постизању жељених емоција и израза.[5]
- Режија сцена: Одлучује о композицији кадра, кретању камере, мизансцену, ритму и темпу сцена.
- Вођење филмске екипе: Даје инструкције директору фотографије, сценографу, костимографу, мајсторима светла, тона и другим члановима екипе како би се остварила његова уметничка замисао.[6]
- Контрола буџета и распореда: У сарадњи са продуцентом, настоји да се снимање одвија у оквиру планираних средстава и временских рокова.[4]

### Постпродукција
Након завршетка снимања, редитељ наставља рад у постпродукцији:
- Монтажа: Блиско сарађује са монтажером на одабиру кадрова, склапању сцена и секвенци, и постизању коначног ритма и структуре филма.[2]
- Дизајн звука и музика: Сарађује са дизајнером звука и композитором на стварању звучне слике филма.[4]
- Корекција боја и визуелни ефекти: Надгледа процес корекције боја и израду специјалних визуелних ефеката.

## Уметничка визија и ауторство
У теорији филма, посебно од средине 20. века и појаве француског Новог таласа, развила се теорија аутора (фр. politique des auteurs). Према овој теорији, редитељ се сматра примарним аутором филма, чија се уметничка визија, стил и тематске преокупације препознају кроз целокупан опус. Редитељ "аутор" (фр. auteur) користи све елементе филмског језика (кадрирање, монтажу, мизансцен, рад са глумцима) да би изразио свој лични поглед на свет и уметност.

## Кључне вештине
Професија филмског редитеља захтева комбинацију уметничких, техничких и организационих вештина:
- Креативност и уметничка визија: Способност стварања оригиналних и убедљивих филмских светова.
- Вештине приповедања: Разумевање наративне структуре, развоја ликова и драматургије.
- Визуелна писменост: Осећај за композицију кадра, светло, боју и покрет.
- Лидерске способности: Способност вођења и мотивисања велике екипе сарадника.
- Комуникационе вештине: Јасно преношење идеја глумцима, техничкој екипи и продуцентима.
- Организационе способности и решавање проблема: Управљање комплексним процесом продукције и сналажење у непредвиђеним ситуацијама.
- Техничко знање: Познавање филмске технике (камере, објективи, расвета, звук, монтажа).
- Стрпљење и истрајност: Филмска продукција је често дуготрајан и захтеван процес.

## Образовање и пут до професије
Иако не постоји јединствен пут до професије филмског редитеља, многи редитељи стичу формално образовање на филмским академијама или факултетима који нуде студије филмске и телевизијске режије. У Србији, кључне институције за образовање филмских редитеља су Факултет драмских уметности Универзитета уметности у Београду и Академија уметности Универзитета у Новом Саду.
Поред формалног образовања, изузетно је важно и практично искуство, које се често стиче радом на филмским сетовима у различитим улогама (нпр. асистент редитеља, скриптер, монтажер), снимањем кратких филмова, или радом на телевизији.

## Развој филмске режије
Улога филмског редитеља еволуирала је заједно са развојем самог филма. У раним данима кинематографије (крајем 19. и почетком 20. века), функције сниматеља, продуцента и редитеља често су биле обједињене у једној особи. Пионири попут Жоржа Мелијеса и Едвина С. Портера допринели су развоју наративних техника и препознавању филма као уметничког медија. Током класичног холивудског периода, редитељи су радили у оквиру студијског система, али су неки од њих (попут Џона Форда или Орсона Велса) успевали да наметну свој препознатљив ауторски печат. Појавом ауторске теорије и покрета попут Француског новог таласа, улога редитеља као централног креативног аутора филма додатно је наглашена.